# 中山东路街道 (石家庄市)
中山东路街道，是中华人民共和国河北省石家庄市长安区下辖的一个乡镇级行政单位。

## 行政区划
中山东路街道下辖以下地区：
栗康街南社区、中山东路十五条社区、兴东街北社区、省四院社区、长征街西社区和长征街东社区。